# 桓公 (許)
桓公（かんこう、生年不明 - 紀元前698年）は、春秋時代の諸侯国の許の12代君主。姓は姜、名は鄭。在位期間は紀元前712年から紀元前698年まで。
紀元前712年、斉・鄭・魯の三国が許国を攻めて、許の荘公は衛に亡命した。鄭国はその弟を国君に立てて、許国の東境に住み、「許叔」と号した。杜預『春秋釈例』世族譜によると、許叔の名は鄭で、諡号は桓公。荘公の弟とある。